# Имя прилагательное
И́мя прилага́тельное — самостоятельная часть речи, обозначающая непроцессуальный признак предмета и отвечающая на вопросы «какой?», «какая?», «какое?», «какие?», «чей?» и так далее. В русском языке прилагательные изменяются по родам, падежам и числам, могут иметь краткую форму. В предложении прилагательное чаще всего бывает определением, но может быть и сказуемым. Имеет тот же падеж, что и имя существительное, к которому оно относится.

## Разряды имён прилагательных
Разряд — единственный постоянный морфологический признак этой части речи. Существуют три разряда прилагательных: качественные, относительные и притяжательные.

### Качественные прилагательные
Обозначают признак, который можно иметь в большей или меньшей степени.
Как правило, имеют следующие признаки:
- сочетаются с наречиями «очень» (и его синонимами) и «слишком» (очень большой, слишком красивый, чрезвычайно умный).
- из качественных прилагательных возможно образовать
  - сложное прилагательное путём повтора (вкусный-вкусный, большой-большой).
  - однокоренное прилагательное с приставкой не- (неглупый, некрасивый).
- имеют антоним (глупый — умный).

Некоторые качественные прилагательные не удовлетворяют всем вышеприведённым признакам.
Большинство качественных прилагательных, и только они, имеют две формы: полную (умный, вкусный) и краткую (умён, вкусен). Полная форма изменяется по числам, родам и падежам. Краткая форма — только по родам и числам. В предложении краткая форма употребляется как сказуемое, а полная — обычно как определение. Некоторые качественные прилагательные не имеют краткой формы (дружеский, разлюбезный). Другие, наоборот, не имеют полной формы (рад, горазд, должен, надобен)
Существуют три степени сравнения качественных прилагательных: положительная (красивый), сравнительная (красивее) и превосходная (красивейший).
- положительная степень обозначает, что предмет (группа предметов) обладает неким признаком (красивый дом)
- сравнительная степень обозначает, что признак у одного предмета (предметов) выражен сильнее, чем у другого предмета (предметов) (лев больше, чем волк) или же чем у того же предмета (предметов) в другое время («впредь буду умнее»).
- превосходная степень обозначает, что предмет (набор предметов) обладает неким признаком в большей степени, чем все остальные предметы той же группы (сильнейший футболист в нашей команде; лучший хирург в стране).

Степень сравнения может выражаться не одним словом, а несколькими (более умный, самый красивый). В таком случае говорят о составной или аналитической форме. Если степень сравнения выражается одним словом, как во всех примерах из предыдущего абзаца, форма называется простой, или синтетической.
Прилагательные, не являющиеся качественными, не имеют ни сравнительной, ни превосходной степени.

### Относительные прилагательные
Обозначают признак, который нельзя иметь в большей или меньшей степени. Отвечают на вопрос «какой?».
Выражают отношение предмета к другому предмету (дверной), материалу (железный), свойству (стиральный), времени (январский), месту (московский), единице измерения (пятилетний, двухэтажный, килограммовый) и т. д.
Не имеют краткой формы, степеней сравнения, не сочетаются с наречиями «очень» (и его синонимами) и «слишком», не имеют антонимов.

### Притяжательные прилагательные
Обозначают принадлежность предмета живому существу или лицу (отцовский, сестрин, лисий). Отвечают на вопрос «чей?», «чьё?».
Притяжательные прилагательные могут переходить в разряд относительных или качественных: заячья (притяжательн.) шерсть, заячья (качествен.) душа, заячий (относ.) след.
Не имеют краткой формы, степеней сравнения, не сочетаются с наречиями «очень» (и его синонимами) и «слишком», не имеют антонимов.

### Общие сведения
Границы лексико-грамматических разрядов прилагательных подвижны. Так, притяжательные и относительные прилагательные могут приобретать качественное значение: собачий хвост (притяжательное), собачья стая (относительное), собачья жизнь (качественное).

## Склонение имён прилагательных
Прилагательные склоняются по падежам и изменяются по числам, в единственном числе изменяются также по родам. Исключение составляют краткие прилагательные и прилагательные в сравнительной степени: они не склоняются. Кроме того, есть некоторое количество несклоняемых прилагательных: коми народ, цвет хаки, вес брутто.
Род, падеж и число склоняемого прилагательного зависят от соответствующих характеристик существительного, с которым оно согласуется. Несклоняемые прилагательные обычно находятся после существительного, их род, число, и падеж определяются синтаксически по характеристикам соответствующего существительного: пиджаки беж.
Различают три типа склонения прилагательных в зависимости от основы:
- твёрдый: красный, красного, красному
- мягкий: синий, синего, синему
- смешанный: большой, большого, большим.

## Образование прилагательных
Прилагательные чаще всего образуются суффиксальным способом: болото — болотный. Прилагательные также могут образовываться приставочным: небольшой, и приставочно-суффиксальным способами: подводный. Прилагательные также образуются сложносуффиксальным способом: льносемяочистительный. Прилагательные также могут образовываться путём словосложения двух основ: бледно-розовый, трёхлетний.

## Морфологический разбор имени прилагательного
1. Часть речи. Общее грамматическое значение.
2. Начальная форма. Начальной формой у имени прилагательного считается форма единственного числа, именительного падежа, мужского рода (синий).
3. Постоянные признаки: разряд (качественное, относительное или притяжательное).
4. Непостоянные признаки: употреблено в краткой/полной (только у качественных); степень сравнения (только у качественных); число, род, падеж (синий — употреблён в полной форме, единственном числе)
5. Синтаксическая роль — определение или сказуемое

## Адъективный оборот
Прилагательное с зависимыми от него словами называется адъективным оборотом. В синтаксисе адъективный оборот обычно играет роль определения: «Чистые звуки моцартовской музыки, похожие на голоса серебряных труб, привели его в восхищение» (Паустовский), но, подобно причастному обороту, может быть и другим членом предложения: «Я искал бесконечно красивых и бессмертно влюблённых в молву» (Брюсов).
Обособление адъективного поворота производится по тем же правилам, что и при обособлении причастного оборота.

## Переход в другие части речи
Чаще всего в разряд прилагательных переходят причастия. В качестве прилагательных также могут выступать местоимения (Художник из него никакой).
Прилагательные, в свою очередь, могут субстантивироваться, то есть переходить в разряд существительных: русский, военный.

## Особенности прилагательных в других языках
- В английском языке прилагательные не изменяются по родам и числам: one tall boy and two little girls, также многие существительные переходят в прилагательные, если стоят перед определяемым словом: country division.
- Во французском языке прилагательные не склоняются по падежам, но изменяются по числам с добавлением окончания -s во множественном числе (в основном различие существует только на письме): une petite fille / des petites filles); форма женского рода отличается от формы мужского добавлением окончания -e, которое часто может изменять произношение конечных немых согласных, делая их звучащими (un petit garçon / une petite fille). Некоторые прилагательные имеют нерегулярный способ образования женского рода, например fou / folle. Также существуют неизменяемые прилагательные, например abricot «абрикосового цвета».
- В испанском и португальском языках одни прилагательные изменяются по числам и родам: bueno / buena / buenos / buenas, другие же только по числам, имея общую форму для мужского и женского рода: feliz / felices, natal / natales.
- В немецком языке прилагательные склоняются по числам, родам и падежам, причём парадигма склонения зависит от того, какое указывающее слово стоит перед прилагательным (определённый или неопределённый артикль, числительные, местоимения).
- В японском языке прилагательные неизменяемы, имеют время и определяют вежливость речи, спрягаются добавлением суффиксов. К прилагательным относятся исконные («чистые») прилагательные (например: うれしい счастливый); прилагательные, образованные от существительных по схеме «характеризующее_существительное+の+характеризуемое_существительное» (например: деревянный стол 木の卓 образуется 木 дерево + の «но» + 卓 стол) и «существительное+な» (например: большой 大きな образован 大き большие вещи + な)[5].
- В иврите прилагательные изменяются по числам и родам, но не по падежам.